# Годескальк (герцог Беневенто)
Годескальк (Готшальк; лат. Godescalc, Gottschalk, Gotteschalchus, итал. Godescalco; убит в 743) — герцог Беневенто (740—743).

## Биография
О герцоге Беневенто Годескальке известно очень немного. Главная причина этого — недостаточное освещение раннесредневековой истории Беневенто в источниках.
Годескальк стал герцогом Беневенто в 740 году, после смерти своего предшественника Григория, по всей видимости, без одобрения короля лангобардов Лиутпранда. Став герцогом, он, воспользовавшись царившей в Италии смутой и возмущением сполетского герцога Тразимунда II, а также заручившись поддержкой папы Григория III, попытался отложиться от королевства лангобардов.
Желая наказать непокорных вассалов, Лиутпранд в 742 году двинулся со своей армией на юг. Сначала он вступил в Сполето, лишил герцога Тразимунда власти и отправил его в монастырь. Затем Лиутпранд спешно двинулся на Беневенто. Годескальк, узнав о его приближении, сделал попытку погрузиться на корабль и отплыть в Грецию. После того, как он погрузил на судно свою жену Анну и всё своё имущество и хотел уже сам взойти на борт корабля последним, на него вдруг напали жители Беневенто, бывшие сторонниками Гизульфа, и убили его. Его жена с имуществом добралась до Константинополя.
Согласно «Истории лангобардов» Павла Диакона, Годескальк был герцогом Беневенто в течение трёх лет. После смерти Годескалька Лиутпранд назначил герцогом Гизульфа II, по всей видимости к тому времени уже достигшего совершеннолетия.